# Akiko Sekiwa
Akiko Sekiwa (jap. 関和章子 Sekiwa Akiko; ur. 6 kwietnia 1978 w Tokoro) z domu Katō (jap. 加藤 Katō) – japońska curlerka, dwukrotna srebrna medalistka mistrzostw świata juniorów i dwukrotna reprezentantka kraju na zimowych igrzyskach olimpijskich.

## Kariera sportowa
Sekiwa na arenie międzynarodowej zadebiutowała już w wieku 16 lat zdobywając złoto Mistrzostw Pacyfiku 1994. Nie wystąpiła jednak na MŚ 1995, na pozycji otwierającej zastąpiła ją tam Yoko Mimura. W późniejszych latach była kapitanem zespołu juniorskiego oraz trzecią w zespole Mayumi Ohkutsu. Z nią zdobyła dwa kolejne złota w rywalizacji kontynentalnej, na Mistrzostwach Świata 1997 Japonki po raz pierwszy zakwalifikowały się do fazy play-off. Ostatecznie zajęły 4. miejsce przegrywając półfinał z Norwegią (Dordi Nordby) 5:12 i mecz o brąz z Dunkami (Helena Blach Lavrsen) 6:7. 
W 1998 Japonki były gospodyniami Zimowych Igrzysk Olimpijskich. Zespół z Tokoro z dwoma wygranymi i pięcioma porażkami zajął 5. miejsce. Miesiąc później Akiko odniosła największy sukces w historii japońskiego curlingu, jej zespół doszedł do finału Mistrzostw Świata Juniorów i zdobył srebrne medale, w ostatnim meczu lepsze okazały się Kanadyjki (Melissa McClure). Rok później Japonki powtórzyły ten sukces, tym razem w finale uległy Szwajcarkom (Silvana Tirinzoni). 
W sezonie 1998/1999 Sekiwa objęła rolę kapitana w drużynie seniorskiej. Zespół pod jej przywództwem triumfował w Mistrzostwach Pacyfiku 1998. W 2002 po raz drugi, wystąpiła w turnieju olimpijskim. Japonki uplasowały się na 8. miejscu wygrywając swoje dwa ostatnie mecze.

## Drużyna
|           | Czwarta        | Trzecia                  | Druga         | Otwierająca            |
| --------- | -------------- | ------------------------ | ------------- | ---------------------- |
| 2000/2002 | Akiko Katō     | Yumie Hayashi            | Ayumi Onodera | Mika Konaka            |
| 1998/1999 | Akiko Katō     | Akemi Niwa Yumie Hayashi | Ayumi Onodera | Mika Konaka            |
| 1997/1998 | Mayumi Ohkutsu | Akiko Katō               | Yukari Kondō  | Akemi Niwa Yoko Mimura |
| 1996/1997 | Mayumi Ohkutsu | Akiko Katō               | Yukari Kondō  | Yoko Mimura            |
| 1994/1995 | Ayako Ishigaki | Yukari Kondō             | Emi Fujita    | Akiko Katō             |

Drużyny juniorskie
|           | Czwarta    | Trzecia       | Druga         | Otwierająca  |
| --------- | ---------- | ------------- | ------------- | ------------ |
| 1998/1999 | Akiko Katō | Yumie Hayashi | Ayumi Onodera | Ai Kobayashi |
| 1996/1997 | Akiko Katō | Yumie Hayashi | Ayumi Onodera | Mika Hori    |
| 1995/1996 | Akiko Katō | Yumie Hayashi | Ayumi Onodera | Kiomi Ozawa  |